# Fernand Vast
Fernand Vast (Garches, Alts del Sena, 26 de maig de 1886 – Saint-Cloud, 7 de juny de 1968) va ser un ciclista francès, que va prendre part en els Jocs Intercalats de 1906.
Va guanyar una medalla d'or a la prova en ruta, i dues medalles de bronze més, a les proves de cinc i vint quilòmetres respectivament.